# Colomerus
Genre
Colomerus est un genre d'acariens microscopiques de la famille des Eriophyidae.

## Systématique
Le genre Colomerus a été créé en 1971 par Richard Albert Newkirk (d) et Hartford Hammond Keifer (d).

## Liste partielle d'espèces
Selon BioLib (12 juillet 2021) :
- Colomerus codiaeum Keifer, 1979
- Colomerus spathodeae (Carmona, 1967)
- Colomerus vitexi Smith-Meyer & Ueckermann, 1990
- Colomerus vitis (Pagenstecher, 1857)
- Colomerus volkensiae Smith-Meyer & Ueckermann, 1990

## Publication originale
- Richard A. Newkirk et Hartford H. Keifer, 1971 : « Eriophyid studies C-5. Revision of types of Eriophyes and Phytoptus », p. 1–24.